# Saint-Marcory
Saint-Marcory é uma comuna francesa na região administrativa da Nova Aquitânia, no departamento Dordonha. Estende-se por uma área de 4,83 km². Em 2010 a comuna tinha 52 habitantes (densidade: 10,8 hab./km²).